# Сена Хідеакі
Хідеакі Сена (Хідеакі Сузукі) (яп. 瀬名 秀明 , нар. 17 січня, 1968 в місті Шизуока) — японський фармаколог і романіст. Випускник Тохокуського університету. Ще будучи аспірантом того ж університету, написав дебютний роман «Паразит Єва» (Parasite Eve). Пізніше цей роман був екранізована. Компанією Square також була створена рольова відеогра в жанрі фантастики жахів за її мотивами. Також Хідеакі Сена є автором твору «Brain Valley», після написання якого став переможцем японської премії Nihon SF Taisho Award, і «Tomorrow's Robots». Доктор Сена зараз проживає в місті Сендай, Японія де читає лекції по мікробіології. Варто зазначити, що Сена це псевдонім, а його справжнє ім'я Сузукі.

## Роботи
- Паразит Єва (パラサイト・イヴ ,Книгарня в Кодакаві, 1995 / Бібліотека жахів в Кодакаві, 1996 / Бібліотека Шінчоу, 2007)
- BRAIN VALLEY (Книгарня в Кодакаві, 1997 / Бібліотека в Кодакаві, 2000 / Бібліотека Шінчоу, 2005)
- Novels & Science — Creation Surpassing the Science/Literature Boundary (Книгарня Іванамі, 1993)
- August Museum (Книгарня в Кодакаві, 2000 / Бібліотека в Кодакаві, 2003 / Бібліотека Шінчоу, 2006)
- 21st Century Robot (2001)
- The Rainbow Planetarium (Шоуденша, 2001)
- Menzel's Chess Player (Коубунша, 2001)
- Robot of Tomorrow (Бунжейшинджу, 2002)
- The Heart's Time Machine! — A Novel by Hideaki Sena / The Cooking Club (Книгарня в Кодакаві, 2002)
- Robot Opera (Коубунша, 2004)
- Descartes' Sealed Room (Шинчоуша, 2005)
- The 9th Day — The Tragedy of Joy (Коубунша, 2006)
- Science in Wonderland (Шоубунша, 2006)
- Hideaki Sena's Essays on Robots (2008)
- Every Breath (2008)
- Computer Kakumei: Saikyou × Saisoku no Zunou Tanjou (2012)